# Jean Poirel (résistant)
Pour les articles homonymes, voir Jean Poirel.
Jean Poirel est né le 3 août 1910 à Dizy dans la Marne, mort le 26 août 1975 à Pineuilh en Gironde.
Le 19 juin 1940, il apprend par la presse anglaise que le général de Gaulle a prononcé la veille sur la BBC un appel à la résistance, il se présente à son bureau et se met sous ses ordres.
Il prend part à la bataille d’El Alamein en Égypte en octobre 1942.
En août 1944, il débarque en Provence avec l’Armée du général de Lattre de Tassigny et prend part à la libération de la Vallée du Rhône.

## Décorations
- Officier de la Légion d'honneur
- Compagnon de la Libération par décret du 20 novembre 1944
- Croix de guerre 1939–1945 (4 citations)
- Médaille coloniale avec agrafe "Libye"
- Insigne des blessés militaires
- Silver Star Medal (USA)